# Scopula serratilinea
Scopula serratilinea är en fjärilsart som beskrevs av W. Warren 1907. Scopula serratilinea ingår i släktet Scopula och familjen mätare. Inga underarter finns listade.